# Vounó
Vounó är en ort i Cypern. Den ligger i distriktet Eparchía Kerýneias, i den nordöstra delen av landet, 11 km norr om huvudstaden Nicosia. Vounó ligger 331 meter över havet och antalet invånare är 299. Den ligger på ön Cypern.
Terrängen runt Vounó är kuperad norrut, men söderut är den platt.Trakten runt Vounó är ganska glesbefolkad, med 25 invånare per kvadratkilometer. Närmaste större samhälle är Nicosia, 10,9 km söder om Vounó. Trakten runt Vounó är i huvudsak ett öppet busklandskap.